# Atlético Petróleos de Luanda (basquetebol)
A equipa de basquetebol do Atlético Petróleos de Luanda (mais conhecido como Petro de Luanda) é a secção da agremiação angolana que disputa o Unitel Basket (Campeonato Nacional de Basquetebol) e a Liga Africana de Basquetebol. Os seus jogos são realizados no Pavilhão da Cidadela com capacidade de 6 000 espetadores.
Petro conquisto seu primeira Liga Africana de Basquetebol (BAL) em 2024. A equipe foi a primeira equipe da África subsariana a disputar na Copa Intercontinental FIBA em 2024.

## Títulos
colspan=6 style="background:red; color:white;" | Competições internacionais 

| Honours                             | Honours         | No.             | Years |                 |                 |
| Ligas nacionais                     | Ligas nacionais | Ligas nacionais | Ligas nacionais                                                                                                  | Ligas nacionais | Ligas nacionais |
| ----------------------------------- | --------------- | --------------- | --- | --------------- | --------------- |
| Unitel Basket                       | Venceu          | 17              | 1989, 1990, 1992, 1993, 1994, 1995, 1998, 1999, 2006, 2007, 2011, 2015, 2019, 2020–21, 2021–22, 2022–23, 2023–24 |                 |                 |
| Unitel Basket                       | Vice-campeão    | 7               | 2000, 2001, 2003, 2004, 2008, 2009, 2017                                                                         |                 |                 |
| Campeonato Provincial de Luanda     | Venceu          | 2               | 2004, 2005 |                 |                 |
| Campeonato Provincial de Luanda     | Vice-campeão    | 1               | 2012 |                 |                 |
| Copas nacionais                     |                 |                 | |                 |                 |
| Taça de Angola                      | Venceu          | 14              | 1990, 1991, 1994, 1996, 1997, 1998, 2000, 2001, 2004, 2007, 2013, 2014, 2022, 2023                               |                 |                 |
| Taça de Angola                      | Vice-campeão    | 5               | 2002, 2006, 2009, 2011, 2016                                                                                     |                 |                 |
| Supertaça de Angola                 | Venceu          | 10              | 1994, 1995, 1996, 1997, 2006, 2015, 2019, 2021, 2022, 2023                                                       |                 |                 |
| Supertaça de Angola                 | Vice-campeão    | 10              | 2001, 2002, 2003, 2005, 2007, 2008, 2010, 2012, 2014, 2016                                                       |                 |                 |
| Copa do Victorino Cunha             | Venceu          | 1               | 2010 |                 |                 |
| Copa do Victorino Cunha             | Vice-campeão    | 5               | 2012, 2017, 2018, 2019, 2021                                                                                     |                 |                 |
| Copa dos Campeões Africanos da FIBA | Venceu          | 2               | 2006, 2015 |                 |                 |
| Copa dos Campeões Africanos da FIBA | Vice-campeão    | 6               | 1994, 1999, 2000, 2007, 2009, 2012                                                                               |                 |                 |
| Liga Africana de Basquetebol (BAL)  | Venceu          | 1               | 2024 |                 |                 |
| Liga Africana de Basquetebol (BAL)  | Vice-campeão    | 1               | 2022 |                 |                 |
| Liga Africana de Basquetebol (BAL)  | Terceiro lugar  | 1               | 2021 |                 |                 |
| Liga Africana de Basquetebol (BAL)  | Quarto lugar    | 1               | 2023 |                 |                 |
| African Club Winners' Cup           | Winner          | 0               | – |                 |                 |
| African Club Winners' Cup           | Runner-up       | 1               | 1998 |                 |                 |
| Supertaça Compal                    | Winner          | 1               | 2012 |                 |                 |
| Supertaça Compal                    | Runner-up       | 0               | – |                 |                 |

## Jogadores destacados
- Aboubakar Gakou
- Benjamin Romano
- Carlos Morais
- Childe Dundão
- Edmar Victoriano
- Edmir Lucas
- Lukeny
- Solo Diabate
- Victor de Carvalho